# Santa Rosa (Cauca)
Santa Rosa – miasto w Kolumbii, w departamencie Cauca.